# Saint-Martin-au-Laërt
Saint-Martin-au-Laërt (flämisch: Sint-Maartens-Aard) ist eine Commune déléguée in der französischen Gemeinde Saint-Martin-lez-Tatinghem mit 4077 Einwohnern (Stand: 1. Januar 2018) im Département Pas-de-Calais und der Region Nord-Pas-de-Calais.  Ihre Einwohner werden Saint-Martinois genannt.
Saint-Martin-au-Laërt wurde mit Wirkung vom 1. Januar 2016 mit der früheren Gemeinde Tatinghem zur Commune nouvelle Saint-Martin-lez-Tatinghem fusioniert. Sie gehörte zum Arrondissement Saint-Omer und zum Kanton Saint-Omer.

## Geographie
Der Ort ist eine banlieue westlich von Saint-Omer. Umgeben wird Saint-Martin-au-Laërt von den Nachbarorten Salperwick im Norden, Saint-Omer im Osten, Longuenesse im Süden sowie Tatinghem im Südwesten.

## Bevölkerungsentwicklung
| Jahr      | 1962 | 1968 | 1975 | 1982 | 1990 | 1999 | 2006 | 2012 | 2018 |
| Einwohner | 1630 | 2764 | 4857 | 4398 | 4259 | 3921 | 3882 | 3840 | 4077 |

## Sehenswürdigkeiten
- Kirche Saint-Martin
- sog. Große Mühle, Bockwindmühle, 1801 errichtet, seit 2001 Monument historique

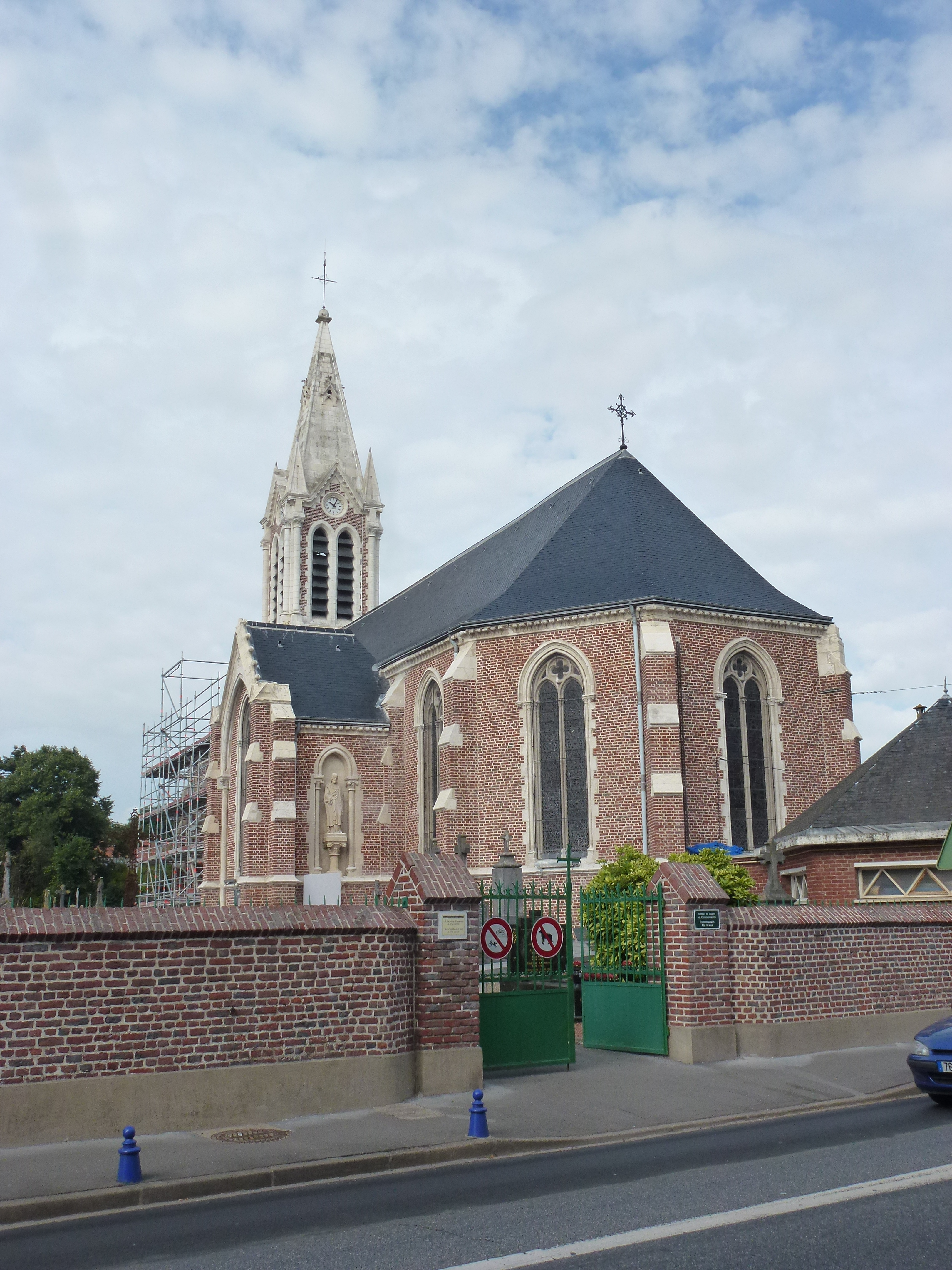
Kirche Saint-Martin

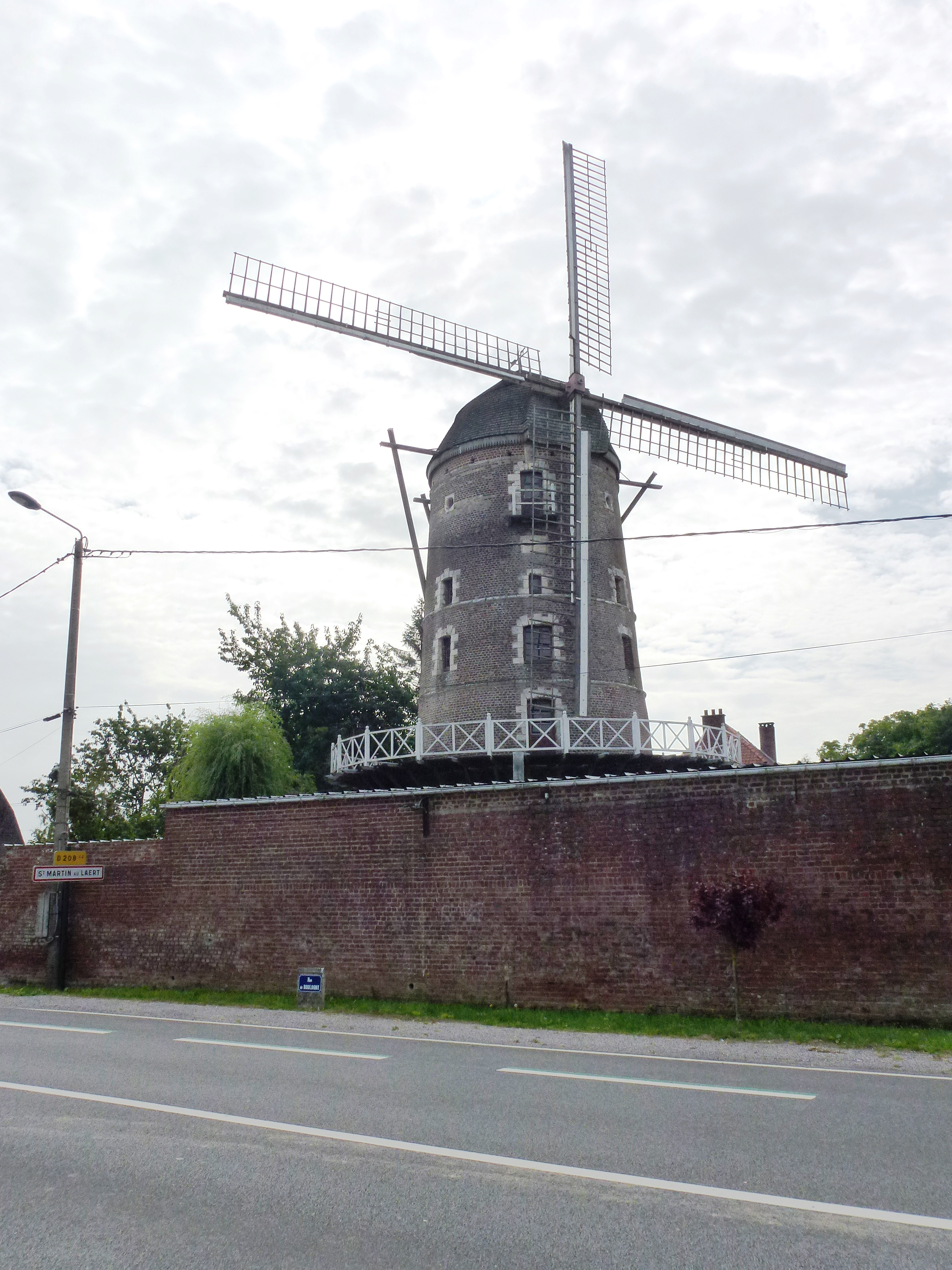
Sog. Große Mühle

- Aile-Mühle, Holländerwindmühle
- Schloss La Tour Blanche
- Britischer Militärfriedhof

## Persönlichkeiten
- Julie Machart (* 1989), französische Fußballspielerin